# Майоров, Константин Владимирович
Константи́н Влади́мирович Майо́ров (род. 25 мая 1988, Альметьевск, Татарская АССР) — российский хоккеист, нападающий. Мастер спорта России (2024).

## Карьера
Воспитанник альметьевского хоккея. В 14 лет переехал в Тольятти по приглашению Виктора Степанца. С 2005 по 2009 год выступал за «Ладу» и её фарм-клуб «Лада-2». В сезонах 2005/06—2007/08 играл в Суперлиге, а в сезоне 2008/09 в новообразованной КХЛ.
В середине сезона 2008/09 покинул «Ладу» и перешёл в клуб Высшей лиги «Нефтяник» из Альметьевска. После играл за «Дизель» и «Буран» в ВХЛ. В 2012 году подписал контракт с нижегородским «Торпедо», однако не сыграв ни одного матча, вернулся в Пензу по семейным обстоятельствам. В составе «Дизеля» становился бронзовым призёром чемпионатов ВХЛ 2010/11 и 2011/12, а также лучшим бомбардиром команды в сезоне 2010/11 с 20-ю шайбами.
С 2016 по 2018 год выступал за «Югру» в КХЛ, а с 2018 по 2020-й вновь был игроком и капитаном «Лады». 11 декабря 2020-го перешёл в «Зауралье».
Играл в красноярском «Соколе», в мае 2023 года вернулся в «Дизель».

## Личная жизнь
С 2009 года женат на Карине Майоровой.